# Eurytoma pediaspisi
Eurytoma pediaspisi är en stekelart som beskrevs av Pujade i Villar 1994. Eurytoma pediaspisi ingår i släktet Eurytoma och familjen kragglanssteklar. Inga underarter finns listade i Catalogue of Life.